# Campionato di calcio della Repubblica Socialista Sovietica d'Estonia 1987
Il Campionato di calcio della Repubblica Socialista Sovietica d'Estonia 1987 era la massima divisione del campionato estone ed era un campionato regionale sovietico. La vittoria finale andò allo Tempo Tallinn che vinse il quarto titolo della sua storia.

## Formula
Era formato da dodici squadre: ogni formazione incontrava le altre in gironi di andata e ritorno, per un totale di 22 incontri. Erano previsti due punti per la vittoria e uno per il pareggio.

## Classifica finale
|    | Classifica finale        | G  | V  | N | P  | GF | GS | Dif | Pt |
| -- | ------------------------ | -- | -- | - | -- | -- | -- | --- | -- |
| 1  | Tempo Tallinn            | 22 | 17 | 3 | 2  | 55 | 17 | +38 | 37 |
| 2  | Estonia/RMT Kohtla-Järve | 22 | 17 | 2 | 3  | 54 | 19 | +35 | 36 |
| 3  | Zvezda Tallinn           | 22 | 16 | 2 | 4  | 68 | 25 | +43 | 34 |
| 4  | Kalakombinaat-MEK Pärnu  | 22 | 14 | 2 | 6  | 50 | 26 | +24 | 30 |
| 5  | Norma Tallinn            | 22 | 9  | 6 | 7  | 39 | 35 | +4  | 24 |
| 6  | Keemik Kohtla-Järve      | 22 | 11 | 2 | 9  | 37 | 33 | +4  | 24 |
| 7  | Kalev Sillamäe           | 22 | 8  | 4 | 10 | 32 | 41 | -9  | 20 |
| 8  | Elektrotehnik Tallinn    | 22 | 6  | 5 | 11 | 25 | 30 | -5  | 17 |
| 9  | VFK Viljandi             | 22 | 5  | 3 | 14 | 29 | 67 | -38 | 13 |
| 10 | Kalev Tartu              | 22 | 4  | 4 | 14 | 27 | 51 | -24 | 12 |
| 11 | Baltika Narva            | 22 | 3  | 4 | 15 | 22 | 59 | -37 | 10 |
| 12 | Avtomobilist Narva       | 22 | 1  | 5 | 16 | 30 | 65 | -35 | 7  |

G = Partite giocate; V = Vittorie; N = Nulle/Pareggi; P = Perse; GF = Goal fatti; GS = Goal subiti; Dif = differenza reti; 